# Ерен Албајрак
Ерен Албаирак (23. април 1991) турски је фудбалер.

## Каријера
Током каријере играо је за Бурсаспор, Истанбул Башакшехир и многе друге клубове.

## Репрезентација
За репрезентацију Турске дебитовао је 2015. године.

## Статистика
| Турска | Турска | Турска |
| Год.   | Ута.   | Гол.   |
| ------ | ------ | ------ |
| 2015   | 1      | 0      |
| Укупно | 1      | 0      |